# プブリウス・アエリウス・パエトゥス (紀元前337年の執政官)
プブリウス・アエリウス・パエトゥス（ラテン語: Publius Aelius Paetus、生没年不詳）は、紀元前4世紀の共和政ローマの政治家・軍人。紀元前337年に執政官（コンスル）を務めた。

## 出自
パエトゥスは、プレブス（平民）であるアエリウス氏族の出身で、氏族としては最初の執政官である。

## 経歴

### 執政官（紀元前337年）
紀元前337年、パエトゥスは執政官に就任。同僚執政官はガイウス・スルピキウス・ロングスであった。元老院は、ローマの同盟国であるアウルンキ族（en）がシディキニ族（en）と戦争となったため（シディキニ・アウルンキ戦争、en）、両執政官に対してこれに介入するよう命令した。しかし、両者共に躊躇したため介入が遅れ、アウルンキはその首都アウルンカ（en）を放棄してスエッサ（現在のセッサ・アウルンカ）に逃げ込んだ。両執政官の不仲にいらだった元老院はガイウス・クラウディウス・レギッレンシスを独裁官（ディクタトル）に任命した。しかし、その就任が宗教的に不適切とみなされ、レギッレンシスは直ぐに辞任した。

### 騎兵長官（紀元前321年）
紀元前321年、カウディウムの戦いの敗北後、元老院は捕虜となった執政官ティトゥス・ウェトゥリウス・カルウィヌスとスプリウス・ポストゥミウス・アルビヌスを解任し、翌年の選挙を管理するためにクィントゥス・ファビウス・アンブストゥスが独裁官に任命された。アンブストゥスはパエトゥスをマギステル・エクィトゥム（騎兵長官、独裁官副官）に指名した。しかし、独裁官任命が通常の手続きで行われなかったことから、アンブストゥスは直ぐに辞任してマルクス・アエミリウス・パプスが独裁官に、ルキウス・ウァレリウス・フラックスが騎兵長官に任じられた。

### 鳥占官（紀元前300年）
紀元前300年、オグルニウス法の施行により、神官職がプレブスに開放されることとなった。アウグル（鳥占官）の定員は4名からプレブス5名を含む9名に増員され、パエストゥスは最初のプレブス出身アウグルの一人に選ばれた。

## 参考資料
- ティトゥス・リウィウス『ローマ建国史』
- T. Robert S. Broughton , The Magistrates of the Roman Republic: Volume I, 509 BC - 100 BC , New York, The American Philological Association, al.  "Philological Monographs, number XV, volume I,"1951, 578  p.